# 洛伊丝·格里芬
洛伊丝·帕特里斯·格里芬（娘家姓皮尤特施密特）是美国喜剧动画《恶搞之家》中的角色。由动画创始人塞思·麦克法兰创作，并首次在1998年12月20日的一部15分钟短片中亮相。她的设计由麦克法兰亲自完成。格里芬一家首次出现在《Death Has a Shadow》一集中。
洛伊丝是格里芬家的母亲，与她的丈夫彼得育有三个孩子：梅格、克里斯和斯图伊。尽管她承认自己曾经吸食冰毒和患有窃盗癖，洛伊丝也有过几次婚外情，据说这导致梅格有了类似的想法。洛伊丝的独特纽约口音源自于在一部舞台剧中艾利克斯·布斯汀饰演的角色，她在长岛长大。

## 《恶搞之家》角色
洛伊丝·格里芬出生于一个富裕的白人盎格鲁-撒克逊新教徒家庭，父母为卡特和芭芭拉·皮尤特施密特。她的母亲是纳粹大屠杀的幸存者，隐瞒了自己是犹太人的身份，即便她是新教徒，她显然有犹太血统，并带有长岛和纽约口音。洛伊丝是彼得·格里芬的妻子和梅格、克里斯以及斯图威的母亲。洛伊丝和她的家人居住在罗得岛的奎霍格。在整部动画中，洛伊丝主要是家庭主妇，虽然在早期她曾开设钢琴课，但也在某些集中从事过各种职业，例如在《Fox-y Lady》中担任福斯新闻频道的新任记者，在《It Takes a Village Idiot, and I Married One》中当选奎霍格市市长。

## 关于人物

### 配音
洛伊丝·格里芬的配音由制作人兼编剧艾利克斯·布斯汀担任，她还为亚洲记者特里西娅·高轮、洛雷塔·布朗和洛伊丝的母亲芭芭拉·皮尤特施密特配音。布斯汀从第一集开始就是主要配音员。
在《恶搞之家》筹备期间，布斯汀在MADtv工作。她被MADtv的工作人员要求为麦克法兰筹备的试镜。但她之前并未看过麦克法兰或其任何作品。当时，她在洛杉矶上演一部舞台剧，她扮演一个来自罗德岛、红头发的妈妈，这是她的堂兄弟之一的角色。
有几次艾利克斯·布斯汀没有为洛伊丝配音，如《Road to the Multiverse》中，在全世界都是日本人的场景中由日本女星小川箕配音。

## 外部連結
- 洛伊丝·格里芬 Fox.com （页面存档备份，存于）
- 互联网电影数据库上洛伊丝·格里芬的资料